# عبد المالك زياية
عبد المالك زياية (ولد يوم 23 يناير 1984 في مدينة قالمة) هو لاعب كرة قدم جزائري. لعب للمنتخب الوطني الجزائري. لعب مع وفاق سطيف بعدما كان يلعب في ترجي قالمة وفي الانتقالات الشتوية لموسم 2009-2010 انتقل إلى اتحاد جدة السعودي بعقد قيمته مليونين ومائتي ألف يورو لسنتين.
سجل زياية 16 هدفا في كأس الاتحاد الأفريقي وحوالي 60 هدفا لوفاق سطيف منذ انضمامه عام 2005. واختير مؤخرا كسابع هدافي العالم من جانب الاتحاد العالمي للتاريخ والإحصاء.[بحاجة لمصدر]
كان زياية قد اعتبر انتقاله إلى صفوف وفاق سطيف فرصة العمر له. فتمسك بها وتألق في أول مواسم له في النادي وحصل وقتها هدف البطولة الوطنية الجزائرية تلقى العديد من العروض العربية والأجنبية أشهرها فرق سوشو الفرنسي [بحاجة لمصدر] والاتحاد والنصر السعوديان، وفي النهاية اختار الاتحاد.
وصفه المدرب السابق لأنجولا والحالي لأتحاد جدة بأنه لاعب مهاري ويملك مستويات عالية تجعله قادر ان يلعب في أوروبا حيث ينتضره مستقبل واعدا كما أنه لا يزال شابا.[بحاجة لمصدر].

## روابط خارجية
- عبد المالك زياية على موقع الاتحاد الدولي (مؤرشف)  (الإنجليزية)
- عبد المالك زياية على موقع قاعدة بيانات كرة القدم.إي يو (الإنجليزية)
- عبد المالك زياية على موقع ناشيونال فوتبول تيمز (الإنجليزية)
- عبد المالك زياية على موقع Soccerway.com (الإنجليزية)
- عبد المالك زياية على موقع عالم كرة القدم.نت (الإنجليزية)
- عبد المالك زياية على موقع كووورة
- عبد المالك زياية على موقع AS.com (الإسبانية)